# Opération Prato
 (mai 2019).
L'opération Prato (en portugais, « operação Prato ») fut la première opération menée par la Force aérienne brésilienne (FAB) contre des ovnis, à la suite des événements ayant eu lieu à Colares (Brésil), ville qui aurait été survolée et attaquée par ces mêmes ovnis. Cette opération fut menée entre 1977 et 1978.

## Histoire

### Événements précédents
En 1977, plusieurs ovnis furent observés dans la commune brésilienne de Colares, dans l'État du Pará. Ces ovnis auraient attaqué les habitants de la ville, en tirant des faisceaux lumineux causant des blessures et des forts saignements sur environ 400 personnes. Les habitants de Colares appelèrent ces vaisseaux et leurs attaquants des « Chupa Chupa »  à cause des formes laissées par ces blessures (similaires aux plaies laissées par les sangsues, qui « sucent » la peau et le sang). Face à l'inquiétude grandissante des habitants, le maire José Ildone Favacho Soeiro fit appel à la FAB pour organiser des veillées nocturnes, durant lesquelles des feux d'artifice furent lancés pour effaroucher ces éventuels attaquants.

### L'opération Prato
L'opération fut menée par le capitaine Uyrange Bolivar Soares Nogueira de Hollanda Lima. Fin 1977, plusieurs photos de lumières étranges furent prises. En environ 4 mois, Uyrange et son équipe réussirent à rétablir la paix et l'ordre dans la région. 
À une distance de 70 mètres du navire où ils se trouvaient, l'objet, en forme de ballon de football américain, « grand et pointu », avait été photographié et filmé par les militaires. Il n'y avait plus de doute : il s'agissait d'un objet volant non identifié (OVNI). Et à l'intérieur, il y avait soi-disant une « créature extraterrestre ». Au moment de la rencontre, le brigadier Protásio ne partage pas l'enthousiasme du capitaine Hollanda. Au contraire. Après avoir écouté attentivement l'histoire, il a ordonné la suspension de l'opération. Sa décision laisse les ufologues perplexes jusqu'à ce jour.

### Uyrange: interview et décès
En 1997, 20 ans après l'opération Prato, le capitaine Uyrange donna une interview aux chercheurs Ademar José Gevaerd (éditeur de UFO Magazine, fondateur et président du CBPDV - le Centre Brésilien de Recherches sur les Soucoupes Volantes- et directeur national de Mutual UFO Network) et Marco Antonio Petit. Chez lui, il a raconté les détails de l'opération. Il a raconté ses nombreuses observations, admis qu'il avait peur d'être enlevé et révélé que l'enquête était largement documentée. Il y avait plus de 500 photographies à elles seules. Sans parler des 16 heures d'images (en formats Super-8 et Super-16) et du tome de 2 000 pages de rapports. 
Environ trois mois après cette interview, il fut retrouvé mort pendu chez lui. Selon Rede Globo c'est un suicide.

### Déclassification
Des documents militaires brésiliens sont déclassifiés et consultables en ligne.